# أتكسوندو
بلدية أتكسوندو (بالإسبانية: Atxondo)‏ هي بلدية تقع في مقاطعة بيسكاي، التي تقع في منطقة الباسك شمالي مملكة إسبانيا.

## وصلات خارجية
- (بالإسبانية)